# 兰迪·莱南
兰迪·莱南（挪威語：Randi Leinan，1968年4月9日—），挪威前女子足球运动员，场上位置是前锋。她曾代表挪威国家队参加1995年国际足联女子世界杯，结果队伍获得冠军。